# Wehratalbahn
| Streckennummer (DB): | 4401                 |                                    |                                  |
| Kursbuchstrecke: | 304b (1946)          |                                    |                                  |
| Streckenlänge: | 19,66 km             |                                    |                                  |
| Spurweite: | 1435 mm (Normalspur) |                                    |                                  |
| Stromsystem: | 15 kV 16,7 Hz ~      |                                    |                                  |
| Maximale Neigung: | 10 ‰                 |                                    |                                  |
| Minimaler Radius: | 360 m                |                                    |                                  |
| |                      |                                    |                                  |
| \| \| \| von Basel Bad Bf \| \| \| \| 0,00 \| Schopfheim \| 376 m \| \| \| \| Schopfheim-Schlattholz (seit 2017) \| 383 m \| \| \| \| nach Zell (Wiesental) \| \| \| \| 2,40 \| B 317 (seit 1994) \| B 317 (seit 1994) \| \| \| 2,60 \| Fahrnau Tunnel (bis 1924) \| 401 m \| \| \| 2,90 \| Schlierbach \| Schlierbach \| \| \| 2,99 \| Fahrnauer Tunnel (3169 m) \| Fahrnauer Tunnel (3169 m) \| \| \| \| Scheitelpunkt \| 403 m \| \| \| \| \| \| \| \| 6,29 \| Hasel (Baden) \| 379 m \| \| \| 6,70 \| Hasel \| Hasel \| \| \| 7,10 \| Hasel \| Hasel \| \| \| 7,60 \| B 518 auf Bahntrasse (seit 2006) \| B 518 auf Bahntrasse (seit 2006) \| \| \| 8,60 \| \| \| \| \| 8,70 \| Hasel \| Hasel \| \| \| 9,17 \| Wehr (Baden) \| 354 m \| \| \| 9,40 \| Wehra (63 m) \| Wehra (63 m) \| \| \| 10,50 \| \| \| \| \| 11,92 \| Öflingen \| 328 m \| \| \| 12,10 \| Oberdorfstraße \| Oberdorfstraße \| \| \| 12,50 \| \| \| \| \| 13,20 \| Schmadstraße \| Schmadstraße \| \| \| 13,40 \| Wirtschaftsweg \| Wirtschaftsweg \| \| \| 13,87 \| Brennet (Wehratal) (bis 1924)[1] \| 309 m \| \| \| 14,10 \| Bergseestraße \| Bergseestraße \| \| \| 14,80 \| \| \| \| \| 15,80 \| \| \| \| \| 16,10 \| B 34 \| B 34 \| \| \| 16,70 \| von Basel Bad Bf \| von Basel Bad Bf \| \| \| 19,66 \| Bad Säckingen (ehem. Säckingen) \| 292 m \| \| \| \| nach Konstanz \| \| |                      |                                    |                                  |
| Strecke |                      | von Basel Bad Bf                   | von Basel Bad Bf                 |
| Bahnhof | 0,00                 | Schopfheim                         | 376 m                            |
| Haltepunkt / Haltestelle |                      | Schopfheim-Schlattholz (seit 2017) | 383 m                            |
| Abzweig ehemals geradeaus und nach links |                      | nach Zell (Wiesental)              | nach Zell (Wiesental)            |
| | 2,40                 | B 317 (seit 1994)                  | B 317 (seit 1994)                |
| Haltepunkt / Haltestelle, ehemals Bahnhof (Strecke außer Betrieb) | 2,60                 | Fahrnau Tunnel (bis 1924)          | 401 m                            |
| Brücke über Wasserlauf (Strecke außer Betrieb) | 2,90                 | Schlierbach                        | Schlierbach                      |
| Tunnelanfang (Strecke außer Betrieb) | 2,99                 | Fahrnauer Tunnel (3169 m)          | Fahrnauer Tunnel (3169 m)        |
| Kulminations-/Scheitelpunkt (Strecke außer Betrieb) (im Tunnel) |                      | Scheitelpunkt                      | 403 m                            |
| Tunnelende (Strecke außer Betrieb) |                      |                                    |                                  |
| Haltepunkt / Haltestelle, ehemals Bahnhof (Strecke außer Betrieb) | 6,29                 | Hasel (Baden)                      | 379 m                            |
| Brücke über Wasserlauf (Strecke außer Betrieb) | 6,70                 | Hasel                              | Hasel                            |
| Brücke über Wasserlauf (Strecke außer Betrieb) | 7,10                 | Hasel                              | Hasel                            |
| | 7,60                 | B 518 auf Bahntrasse (seit 2006)   | B 518 auf Bahntrasse (seit 2006) |
| | 8,60                 |                                    |                                  |
| Brücke über Wasserlauf (Strecke außer Betrieb) | 8,70                 | Hasel                              | Hasel                            |
| Bahnhof (Strecke außer Betrieb) | 9,17                 | Wehr (Baden)                       | 354 m                            |
| Brücke über Wasserlauf (Strecke außer Betrieb) | 9,40                 | Wehra (63 m)                       | Wehra (63 m)                     |
| Brücke (Strecke außer Betrieb) | 10,50                |                                    |                                  |
| Bahnhof (Strecke außer Betrieb) | 11,92                | Öflingen                           | 328 m                            |
| Brücke (Strecke außer Betrieb) | 12,10                | Oberdorfstraße                     | Oberdorfstraße                   |
| Brücke (Strecke außer Betrieb) | 12,50                |                                    |                                  |
| Brücke (Strecke außer Betrieb) | 13,20                | Schmadstraße                       | Schmadstraße                     |
| Brücke (Strecke außer Betrieb) | 13,40                | Wirtschaftsweg                     | Wirtschaftsweg                   |
| Bahnhof (Strecke außer Betrieb) | 13,87                | Brennet (Wehratal) (bis 1924)      | 309 m                            |
| Brücke (Strecke außer Betrieb) | 14,10                | Bergseestraße                      | Bergseestraße                    |
| Brücke (Strecke außer Betrieb) | 14,80                |                                    |                                  |
| Brücke (Strecke außer Betrieb) | 15,80                |                                    |                                  |
| | 16,10                | B 34                               | B 34                             |
| Abzweig ehemals geradeaus und von rechts | 16,70                | von Basel Bad Bf                   | von Basel Bad Bf                 |
| Bahnhof | 19,66                | Bad Säckingen (ehem. Säckingen)    | 292 m                            |
| Strecke |                      | nach Konstanz                      | nach Konstanz                    |

Die Wehratalbahn war eine 19,66 Kilometer lange Nebenbahn von Schopfheim nach Bad Säckingen. Sie folgte teilweise dem gleichnamigen Fluss Wehra. An der Strecke befand sich der Fahrnauer Tunnel (auch Hasler Tunnel bzw. Großherzog-Friedrich-Tunnel genannt) und war mit 3,169 km einer der damals längsten Eisenbahntunnel Deutschlands.

## Entwicklung

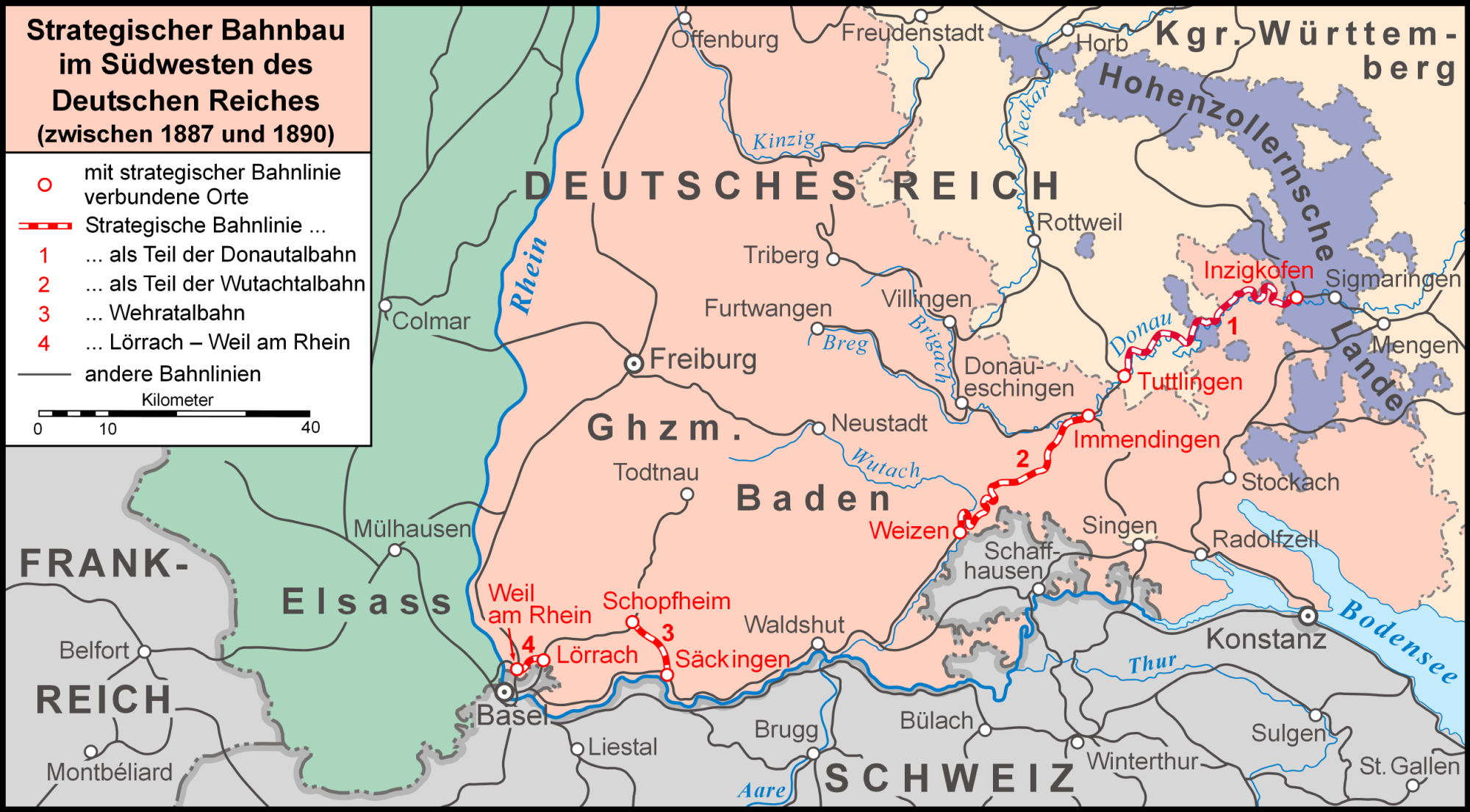
Die Wehratalbahn als Teil des strategischen Bahnbaus im Deutschen Reich zwischen 1887 und 1890

Die Wehratalbahn wurde als Strategische Bahn zur Umgehung der Schweiz bei Basel ausgeführt und war für die Verlegung eines zweiten Gleises vorbereitet.
Eröffnet wurde die Strecke am 20. Mai 1890; elektrifiziert wurde sie 1913, angesichts der vorhandenen Wasserkraftwerke und des langen Fahrnauer Tunnels zeitgleich mit der Wiesentalbahn: Zunächst verwendete man Einphasen-Wechselstrom mit einer Frequenz von 15 Hertz und der Spannung 15 kV. Den Strom lieferte das Wasserkraftwerk Augst-Wyhlen. Eingesetzt wurden speziell entwickelte Lokomotiven der Großherzoglich Badischen Staatseisenbahnen. Auch wenn die Frequenz 1936 auf 16⅔ Hertz erhöht worden war, sodass nun auch andere Fahrzeuge eingesetzt werden konnten, blieb die elektrische Traktion bis 1955 ein Inselbetrieb.
Der Bahnhof Brennet (Wehratal) wurde zum 1. Februar 1924 aufgelassen.

### Stilllegung

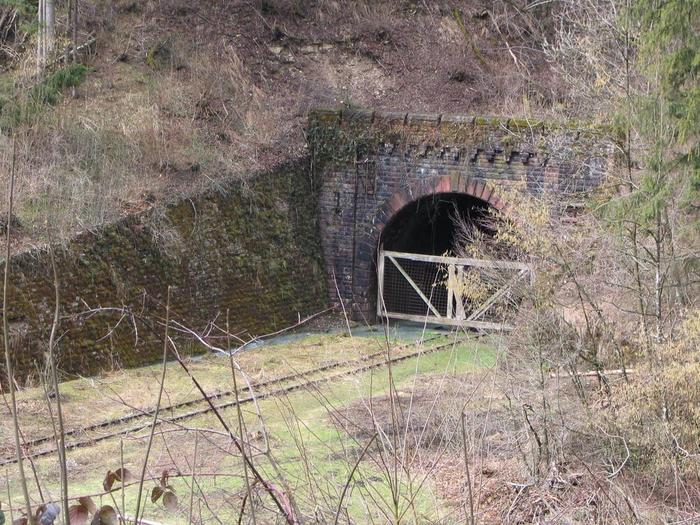
Ostportal des Fahrnauer Tunnels in Hasel

Am 23. Mai 1971 wurde der Personenverkehr auf der Wehratalbahn eingestellt und damit auch die Bahnhöfe Hasel (Baden), Wehr (Baden), Öflingen und Brennet (Wehratal) geschlossen; 1977 wurde die Oberleitung demontiert. Güterverkehr zwischen Bad Säckingen und Wehr (Baden) wurde noch bis zum 1. September 1990 durchgeführt. Zum 31. Dezember 1994 wurde die Strecke stillgelegt.
Zunächst sollte die Trasse geschützt werden: Einerseits durch Verhindern einer Überbauung, andererseits durch den Denkmalschutz. So konnte die Wehra-Brücke unter Denkmalschutz gestellt und das Gleis im Fahrnauer Tunnel als Kulturdenkmal anerkannt werden. Derzeit wird die Reaktivierbarkeit des Fahrnauer Tunnels untersucht. Die Übernahme des Bauwerks durch die Stadt Schopfheim ist jedoch nicht beabsichtigt.

### Reaktivierung
Mit Beschluss auf der Gemeinderatssitzung vom 19. April 2005 hatte die Stadt Wehr (Baden) ein Gutachten in Auftrag gegeben, das zeigen sollte, ob eine Wiederinbetriebnahme möglich sei. Das vom Tübinger Nahverkehrsberater Ulrich Grosse erarbeitete Gutachten fiel positiv aus, allerdings sei ein Wiederaufbau relativ teuer und nur langfristig möglich. Zu einer ähnlichen Einschätzung gelangte eine technische Machbarkeitsstudie der Firma Pöyry Infra aus Lörrach.
Ein im Sommer 2020 vorgestelltes, wiederum im Auftrag der Stadt Wehr vom Nahverkehrsberater Grosse erarbeitetes Gutachten sieht für eine Wiederinbetriebnahme ein Potenzial von täglich bis zu 12.000 Fahrgästen, auch durch ein Ringzugkonzept mit einer S-Bahn-Linie von Basel über Weil, Schopfheim, Wehr, Bad Säckingen und Rheinfelden. Wehr ist mit den weiteren Wehratalgemeinden, den Landkreisen und dem Regionalverband Hochrhein-Bodensee an der Wiedereröffnung interessiert für eine leistungsfähige Verkehrsverbindung zwischen Wiesen- und Hochrheintal sowie zwischen Lörrach, Wiesental und Bodensee. In dieser Studie werden Reaktivierungskosten von rund 100 Mio. Euro veranschlagt. Am 23. Juli 2020 übergab diese Machbarkeitsstudie als Vertreterin der Hochrheinregion die baden-württembergische Landtagsabgeordnete Sabine Hartmann-Müller (CDU) dem Landesverkehrsminister Winfried Hermann.